# هارونا جامه
هارونا جامه (بالإنجليزية: Haruna Jammeh)‏ هو لاعب كرة قدم غامبي في مركز الهجوم، ولد في 2 يونيو 1991 في باكاو في غامبيا. شارك مع منتخب غامبيا تحت 20 سنة لكرة القدم. أما مع النوادي، فقد لعب مع Samger FC ‏.

## وصلات خارجية
- هارونا جامه على موقع قاعدة بيانات كرة القدم.إي يو (الإنجليزية)
- هارونا جامه على موقع Soccerway.com (الإنجليزية)